# Câmpurile de gheață din Columbia
Câmpurile de gheață din Columbia (Columbia Icefield) este o regiune acoperită de ghețari în masivul munților Rocky Mountains situat în Parcul Național Jasper și Parcul Național Banff din Canada. Aici se află  după cercul polar, întinderile cele mai întinse de gheață. Suprafața gheții atinge 325 km², ea având o grosime între 100 și 365 m, la care se adaugă anual un strat de zăpadă de 7 m. Regiunea alimentează 8 ghețari mari.

## Ghețari mai importanți
- Ghețarul Athabasca
- Ghețarul Castleguard
- Ghețarul Columbia
- Ghețarul Stutfield
- Ghețarul Saskatchewan

## Munți mai înalți
- Mount Columbia (3747 m)
- North Twin Peak (3684 m)
- South Twin Peak (3566 m)
- Mount Bryce (3507 m)
- Mount Kitchener (3505 m)
- Mount Athabasca (3491 m)
- Mount King Edward (3490 m)
- Snow Dome (3456 m
- Mount Andromeda (3450 m)
- Stutfield Peak (3450 m)
- Castleguard Mountain (3090 m)

## Râuri alimentate de ghețari
Regiunea este o cumpănă a apelor, între Oceanul Atlantic care este situat la est, Oceanul Arctic la nord și Oceanul Pacific la vest.
- Athabasca River
- North Saskatchewan River

Primii care au escaladat în anul 1898 Mount Athabasca și au cercetat regiunea au fost J. Norman Collie și Hermann Woolley.
O parte a câmpurilor de gheață se pot vedea de pe șoseaua Icefields Parkway, una dintre cele mai frumoase șosele din lume. La șosea se află centrul turistic „Columbia Icefield Center” care organizează în sezonul de vară călătorii cu autobuzul pe ghețarul  Athabasca.